# Ото I фон Гелдерн
Ото I фон Гелдерн (на немски: Otto I von Geldern, * ок. 1194, † 1 септември 1215) от Дом Васенберг, е епископ на Утрехт от 1212 до 1215 г.

## Произход и духовна кариера
Той е вторият син на Ото I († 1207), граф на Гелдерн и Цутфен, и съпругата му Рихардис Баварска (1173 – 1231), дъщеря на херцог Ото I от Бавария от род Вителсбахи. По-големият му брат е Герхард IV (1185 – 1229), граф на Гелдерн и Цутфен.
Ото I е канон в Ксантен и чрез влиянието на роднините му на 18 години е издигнат през 1212 г. на епископ на Утрехт. Той дава десятък на братята си, графовете на Гелдерн. Умира след три години.